# Запрошення до танцю
«Запрошення до танцю» — радянський художній фільм 1977 року, знятий режисером Володимиром Савельєвим на Кіностудії ім. О. Довженка.

## Сюжет
Ольга Кічеєва, солістка «Балету на льоду», завдяки зусиллям тренера та прекрасного педагога Княжинського, нарешті досягає блискучих успіхів і стає зіркою балету. Але незабаром несподівано для всіх вирішує піти до іншого хореографа. У фільмі звучить музика Олексія Козлова у виконанні джазового гурту «Арсенал». Беруть участь солісти балету: Є. Візенталь, В. Єльчин, І. Єльчина, Ю. Орлов, Л. Теппо, Г. Теппо.

## У ролях
- Галина Гржибовська — Ольга
- Ігор Владимиров — Княжинський
- Юрій Шликов — Петро
- Ірина Терещенко — Олена
- Микола Мерзлікін — скульптор
- Неоніла Гнеповська — мати Ольги
- Леонід Бакштаєв — роль другого плану
- Раїса Недашківська — роль другого плану
- Леонід Яновський — роль другого плану
- Лев Перфілов — епізод
- Михайло Задніпровський — епізод
- Олександр Толстих — епізод
- Анатолій Матешко — епізод
- Олександр Жезляєв — епізод
- Володимир Шнипар — епізод

## Знімальна група
- Режисер — Володимир Савельєв
- Сценаристи — Володимир Зуєв, Володимир Савельєв
- Оператори — Фелікс Гілевич, Василь Трушковський, Олексій Терзієв
- Композитор — Олексій Козлов
- Художник — Радна Сахалтуєв